# 루스 카간국
루스 카간국(고대 동슬라브어: Русь каганат, 벨라루스어: Рускі каганат 루스키 카하나트, 러시아어: Русский каганат 루스키 카가나트[*], 우크라이나어: Руський каганат 루스키 카하나트[*])은 8세기 말에서 9세기 중반까지 동유럽에 존재했던 것으로 추정되는 루스인들의 카간국이다. 루스 민족 최초의 국가이며 존재는 확실하지만 기록이 적고 외국 기록들만이 남아있다.
루스 카간국은 류리크 왕조와 키예프 루스 이전에 성립된 루스인 국가다. 루스 카간국은 류리크 왕조와 키예프 루스의 전신이다. 당시 이 지역에는 루스인들 이외에도 발트인, 동슬라브인, 핀인, 하자르인, 마자르인, 불가르인 등이 살았다.

## 역사 기록
당대 기록에 따르면 루스인들의 지도자는 몽골이나 튀르크계 유목민들이 주로 사용하는 군주 칭호인 카간을 칭했다고 한다. 당시 루스 카간국이 튀르크족 계열 국가인 하자르 카간국에 종속되어 하자르 카간국으로부터 문화적으로 언어적으로 많은 영향을 받았다는 것은 확실하다.
이 시기에 루스 민족의 정체성이 형성되기 시작된 것으로 생각되며, 러시아인, 벨라루스인, 우크라이나인의 조상이 된다.
유럽에서 루스 카간국이 언급되는 것은 프랑크 왕국의 산베르탄 연대기이다. 이 연대기에서는 스스로를 루스라고 부르는 루스인들이 838년에 동로마 제국의 수도 콘스탄티노플에 방문하였다고 연대기에 쓰여있다. 루스인들은 귀국할 때 스텝 지역을 지나서 갈 경우 마자르인에 습격받을 것을 우려해 테오필로스의 대신과 함께 독일 경유로 귀국했다. 귀국 도중에 잉겔하임이라는 도시에서 동프랑크 왕국의 루도비쿠스 1세에게 질문을 받았는데 그때 루스의 군장이 스스로 카간이라고 답하였고 자신들은 루스인이라고 말하였다고 한다. 
871년 동로마의 황제 바실리오스 1세와 중프랑크 왕국의  루트비히 2세가 협력하여 아랍인들로부터 탈환한 도시 "바리"를 두고 다툴 때 바실리오스 1세는 루트비히 2세가 "로마 황제"를 함부로 참칭한다며 루트비히 2세는 그냥 국왕이며 "로마 황제"라고 부를 수 있는 사람은 동로마의 바실레우스뿐이라는 내용의 편지를 보냈다고 한다.
또한 "여러 국가에는 국가마다 최고 지도자의 호칭이 있다.",  "예를 들어 카간은 아바르인, 하자르인 그리고 노르드인이 쓰는 칭호이다."라고 편지를 보냈다.
이에 대해 루트비히 2세는 "아바르의 카간에 대해선 들어본 적은 있으나 하자르의 카간과 노르드인의 카간은 들어본 적은 없다." 라고 답장했다.
즉 이것으로 봤을 때 적어도 카간국을 자칭하는 루스 민족의 국가가 하나는 있었다고 보여진다.

## 같이 보기
- 가르다리키